# Kodak Brownie
Brownie es el nombre de una línea longeva de cámaras simples y económicas producidas por Eastman Kodak. 
La cámara Brownie, introducida por primera vez en febrero de 1900, inventó una fotografía de bajo coste introduciendo el concepto de instantánea al gran público.
La Brownie era una cámara de las llamadas boxcameras, es decir, con una estructura de caja (muy presentes en la producción de Kodak). Contaban con una sencilla lente de menisco (con una cara cóncava y otra convexa), que tomaba imágenes cuadradas de 5,715 centímetros en un carrete de 117. La cámara en sí fue concebida y comercializada para la venta de carretes fotográficos. Gracias a su simplicidad de controles, precio inicial de 1 dólar (equivalente a aproximadamente $30.79 a fecha del 2020) y con el bajo coste de la película de Kodak y su procesamiento; la cámara Brownie superó sus objetivos y expectativas comerciales. 
La Brownie está posicionada entre las cámaras más importantes de la historia. 

## Visión general
El primer modelo de la cámara fue creado por Frank A. Brownell . El nombre viene de los populares dibujos animados de Palmer Cox; en concreto de los brownies, unas criaturas mitológicas del folclore inglés y escocés. La respuesta de los consumidores fue muy positiva y se enviaron más de 150.000 Brownies durante su primer año de producción. Un modelo mejorado, el llamado Brownie Núm. 2, llegó en 1901. Este nuevo modelo producía mayores imágenes, 8,255 centímetros; y su precio era de 2 dólares (equivalente a unos $61.59 a fecha del 2020). También fue muy popular. 
En 1908, el crítico de arquitectura austríaco Joseph August Lux escribió un libro llamado Künstlerische Kodakgeheimnisse (Secretos Artísticos del Kodak), en el que defendía el uso de la cámara por su potencial cultural. Guiado por una posición influida por la crítica católica a la modernidad, defendió que la accesibilidad que proporcionaba la cámara para el usuario amateur significaba que la gente podía fotografiar y documentar su alrededor y, así, crear un tipo de estabilidad en el flujo del mundo moderno. 
Las Brownies estaban especialmente dirigidas a niños, con Kodak utilizándoles para popularizar la fotografía. Además, también eran llevada a la guerra por los soldados en el frente. Al ser tan ubicuas, muchas fotografías icónicas fueron tomadas con Kodak Brownies.
Las cámaras continuaron siendo populares y generaron muchas variantes, como una edición Boy Scout en los años treinta. Las mejoras continuaron, como en 1940, cuando Kodak lanzó la Brownie Flash Seis-20. La cámara era la primera de la marca con un flash sincronizado internamente, utilizando bombillas normales. Más tarde, en 1957, Kodak produjo la Brownie Starflash, la primera Kodak con un flash incorporado.
Uno de los modelos más populares de Brownie fue la Brownie 127, de la que se vendieron millones entre 1952 y 1967. Este modelo era una cámara de baquelita para película de 127. Presentaba una lente de menisco simple y un plano focal curvado para compensar las deficiencias de la lente. Otra cámara fue la Brownie Cresta, vendida entre 1955 y 1958. Usaba una película de 120 y tenía una lente de foco fijo. 
Habiendo escrito un artículo en la década de los cuarenta para fotógrafos amateur sugiriendo que no era necesaria una cámara cara para obtener fotografías de calidad, el fotógrafo de la publicación Picture Post, Bert Hardy, usó una cámara Brownie para escenificar un posado instantáneo de dos mujeres jóvenes sentadas en las barandillas encima de un paseo en Blackpool.
La última Brownie oficial producida fue la Brownie II, un modelo con película de cartucho de 110, producido en Brasil durante el año 1986. 

## Brownie Número 2
La Kodak Brownie Núm. 2 es una boxcamera fabricada por la compañía Kodak desde 1901 hasta 1935. Había cinco modelos; y fue la primera cámara en usar película de formato 120. También incorporaba un visor y un mango . La cámara podía estar fabricada a partir de tres materiales: cartulina (con un coste de 2 dólares americanos - 1,68 euros), aluminio (con un coste de 2,75 dólares americanos - 2,31 euros), y un modelo a color (con un precio de 2,50 dólares americanos - 2,10 euros). Era una cámara muy popular y asequible; y muchas siguen todavía en uso a manos de fotógrafos. 

## Beau Brownie

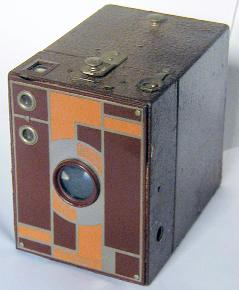
Kodak Beau Brownie diseño de Walter Dorwin Teague.

La gama de Brownie Beau estuvo disponible entre 1930 y 1933.
Diferían poco de las populares cámaras Brownie. La única diferencia técnica era la introducción de una nueva lente de doblete, que permitía proyectar la misma imagen en un plano focal en una menor distancia, haciendo las Beau significativamente más pequeñas que su contrapartida convencional.
Visualmente, tenían un esmaltado a dos tonos sobre el frente focal en un estilo geométrico de art déco, trabajo del diseñador americano Walter Dorwin Teague. 
Estuvieron disponibles en cinco combinaciones de colores: negro y rojo burdeos, marrón y cuero, dos tonos de azul, dos tonos de verde, y dos tonos de rosa. Las ediciones en rosa y verde fueron producidas solamente entre 1930 y 1931, y son por tanto menos comunes que las otras. Se encajonaban dentro de una funda de cuero sintético.
Había dos formatos, el Núm.2 ($4, 3,35€)  y el 2A ($5, 4,19€). Igual que las Brownies convencionales, el modelo núm. 2 medía 5,715 cm por 8,255 cm; y usaba un carrete de 120. De otro lado, el modelo 2A medía 6,35 cm por 10,795 cm; con carrete 116, de la propia marca Kodak. El 2A tenía un borde de baquelita más grueso, y era aproximadamente 2,5 cm más alta que el modelo 2. 

## Algunos modelos de cámaras Brownie

Modelos:
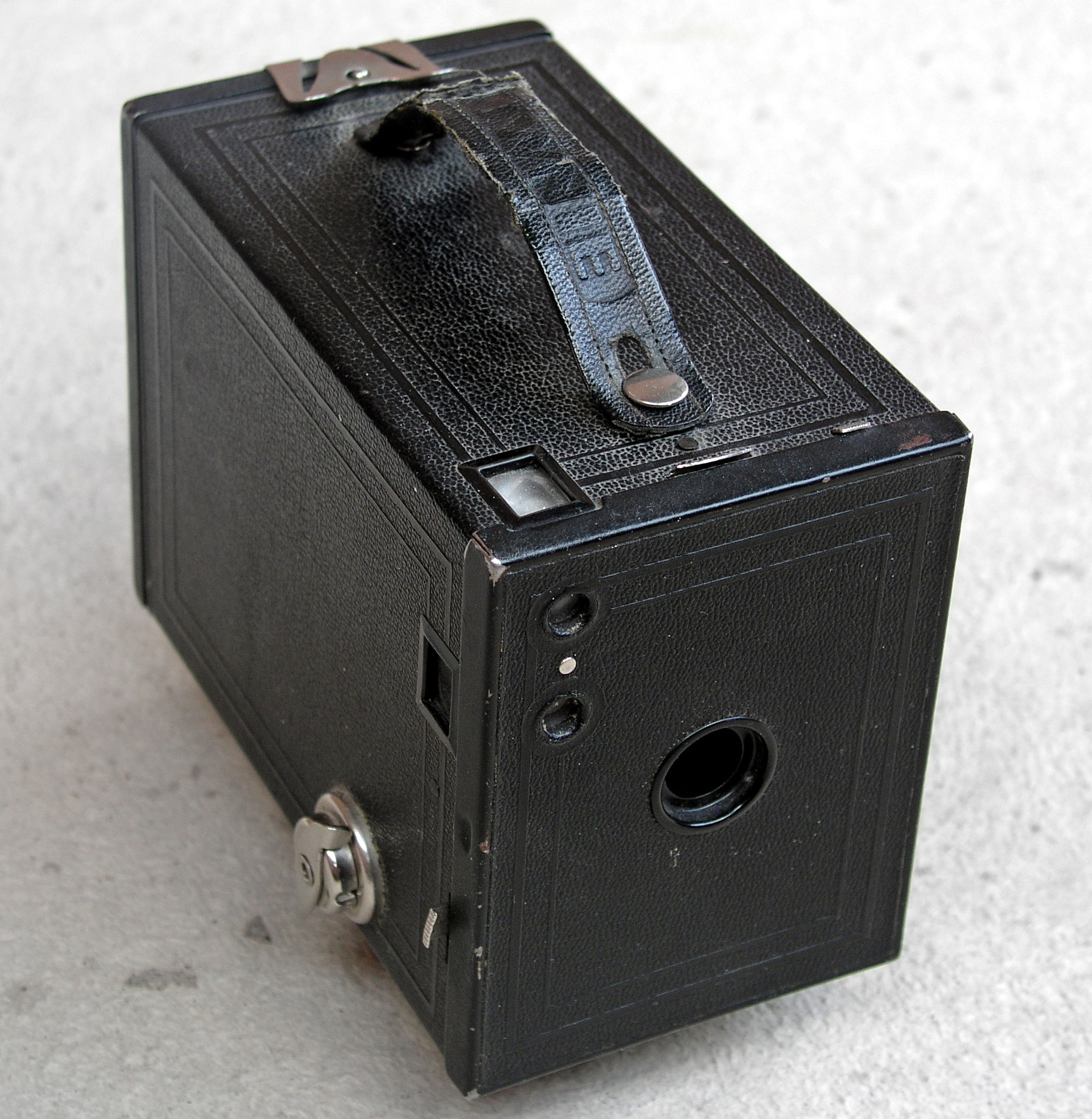
Brownie Núm. 2 (1901-35)
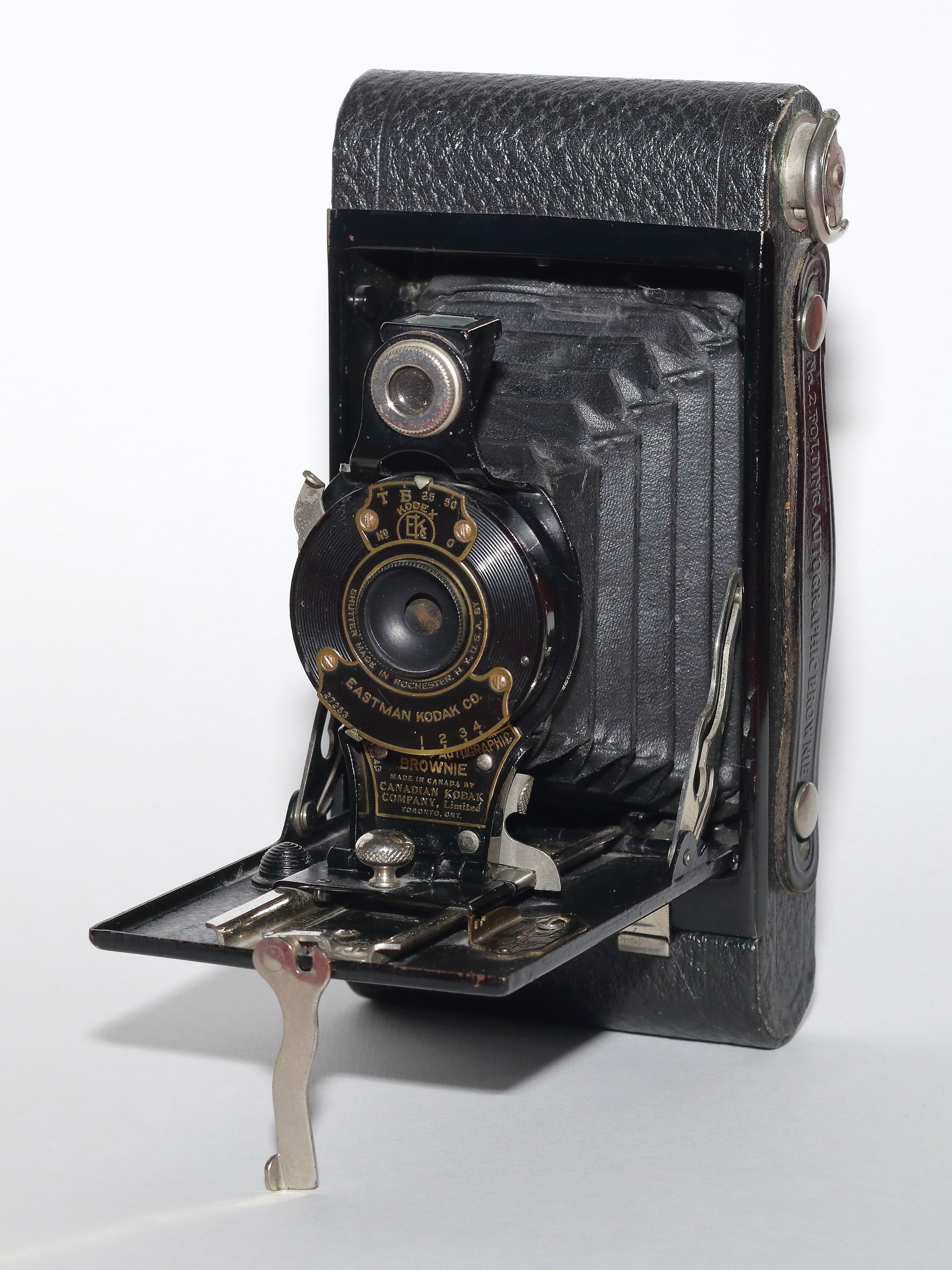
Brownie Núm. 2 plegable (1915-26)
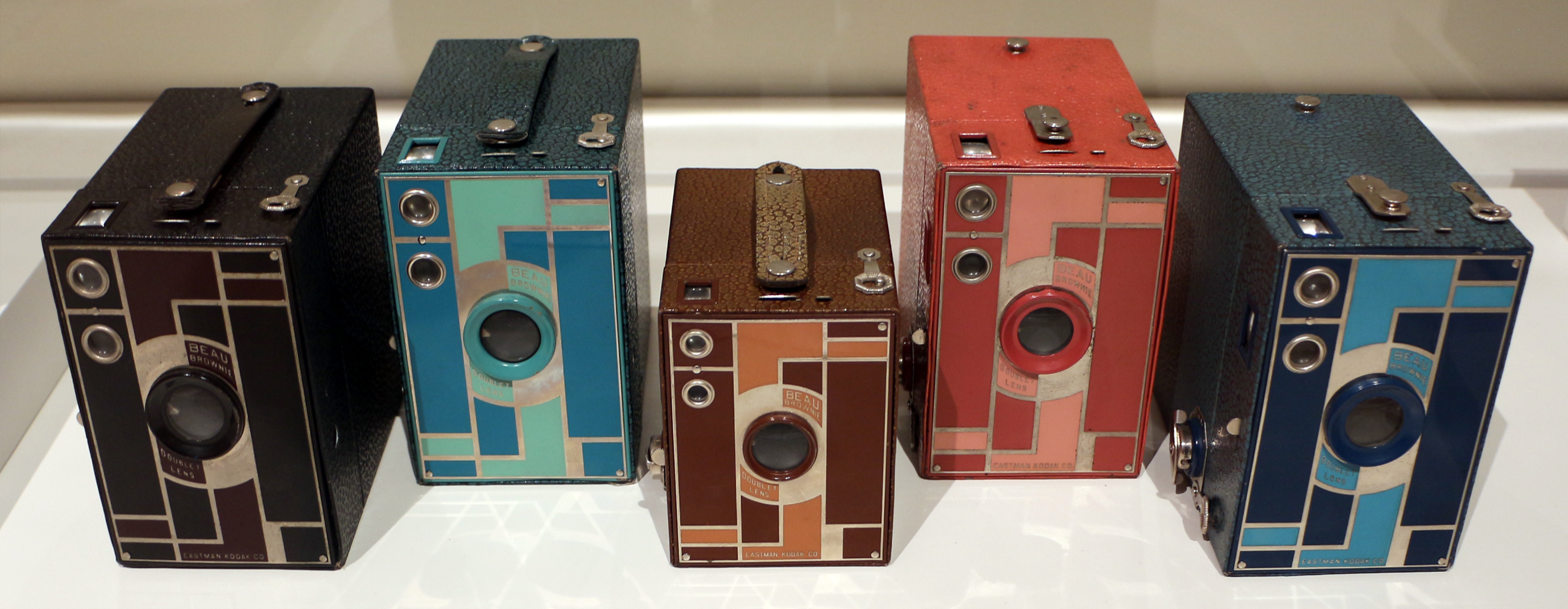
Modelos de Brownie Beau
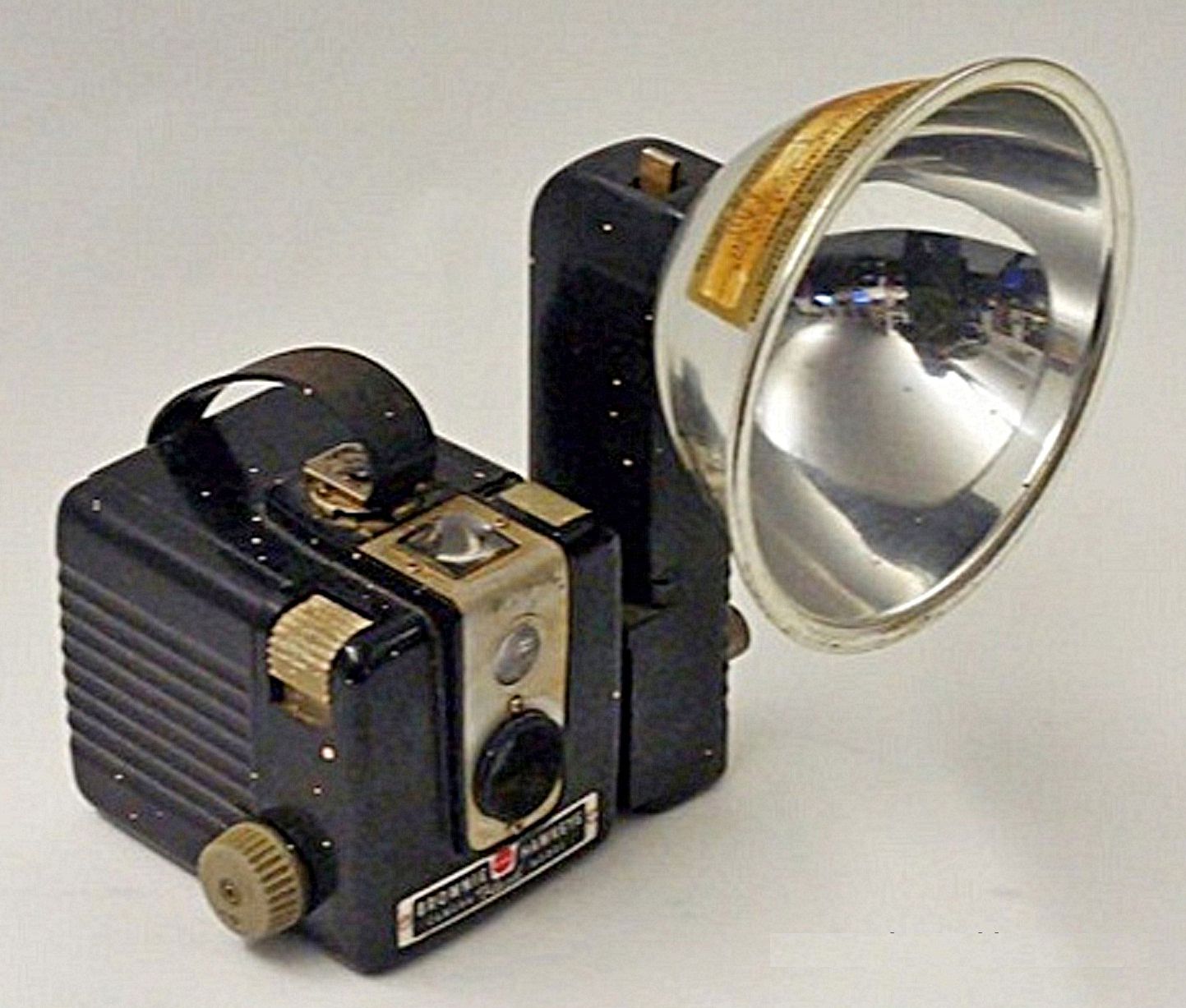
Brownie con flash modelo "ojo de halcón" (1950-61)
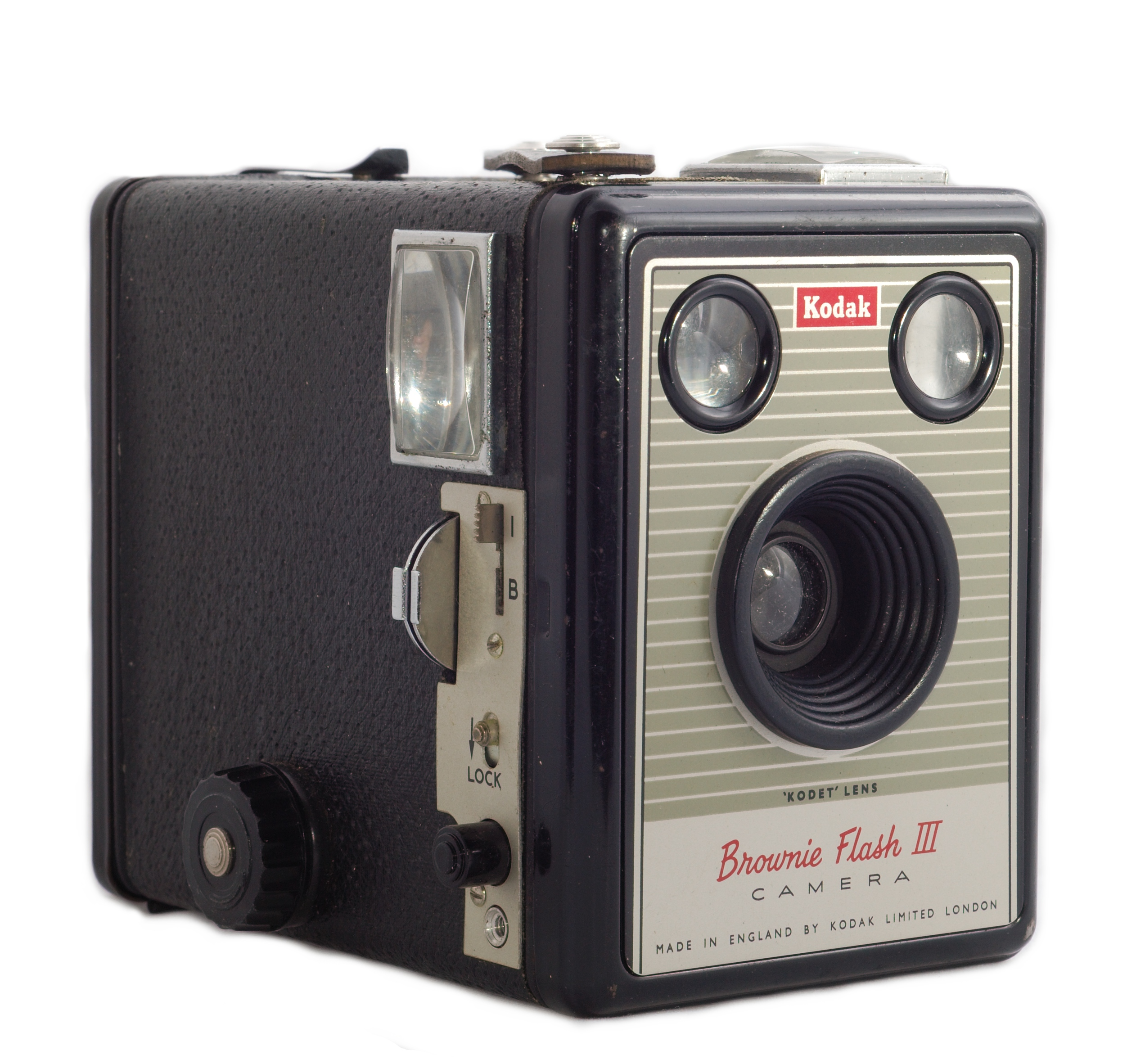
Brownie flash III

## Fotografías tomadas con cámaras Brownie

Fotografías:
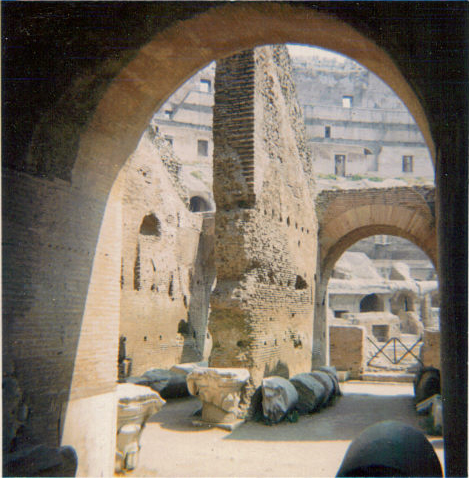
Coliseo, Roma - tomada con una Brownie 127 (1964)
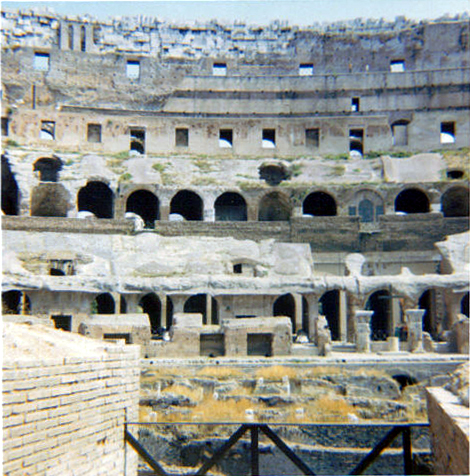
Interior del Coliseo, Roma - tomada con una Brownie 127 (1964)
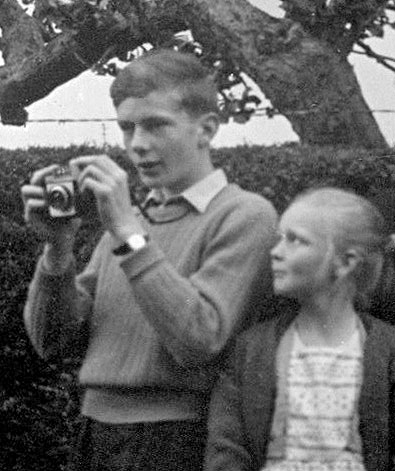
Joven fotógrafo usando una Brownie 127
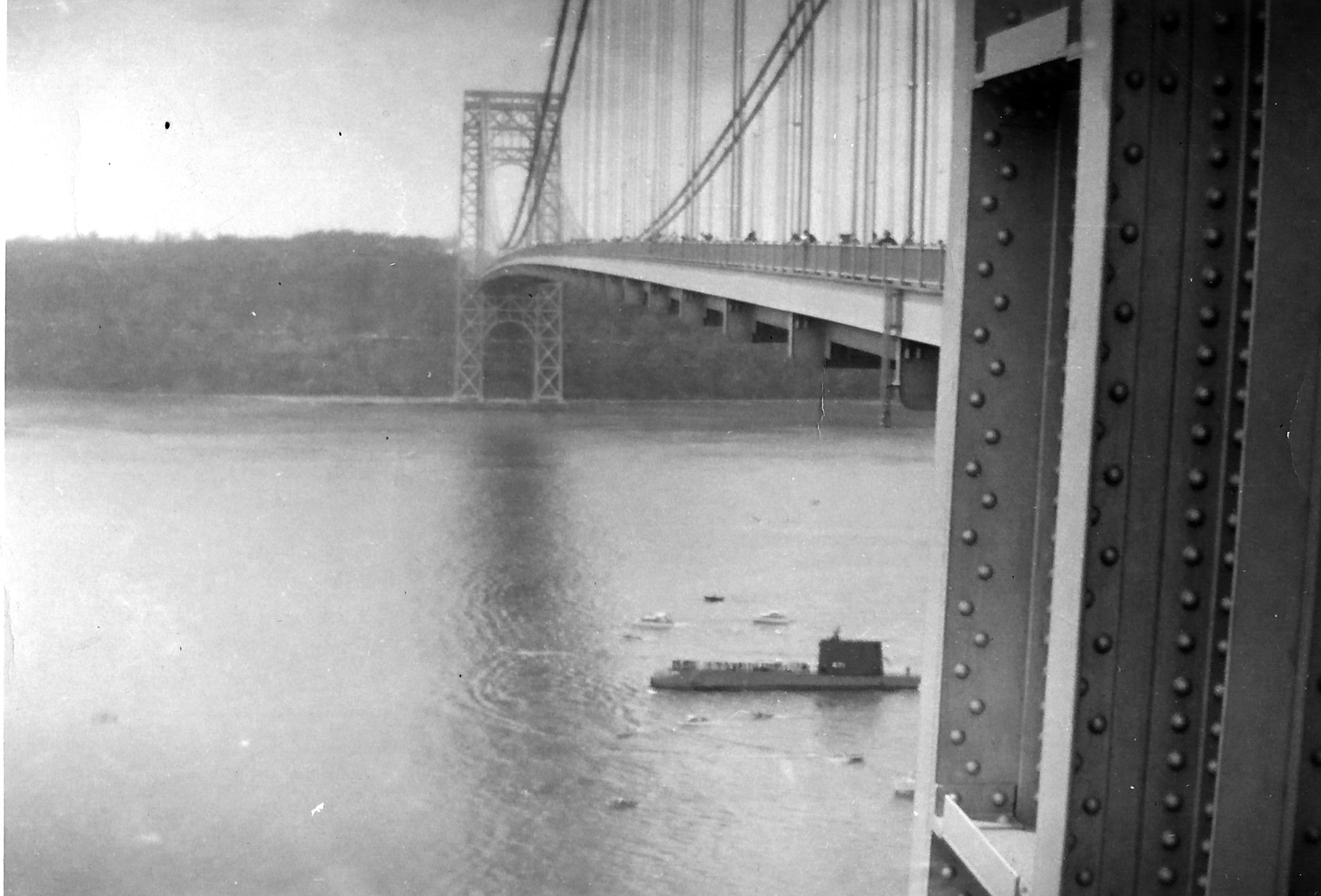
Puente de George Washington y USS Nautilus (1956)

## Lectura para profundizar
- Dowling, Stephen "The most important cardboard box ever?". Recuperado el 5 de enero de 2014. Aporta la línea histórica de la serie Brownie.